# Márcia Pellicano
Márcia Pellicano MacDonald (Rio de Janeiro, 1 de julho de 1970) é uma velejadora brasileira.

## Biografia

### Primeiros anos
Márcia nasceu no Rio de Janeiro, capital do estado do Rio de Janeiro, no ano de 1970.
Seu pai é Roberto Pellicano, um dos mais notórios empresário do meio náutico e sócio do tradicional Iate Clube do Rio de Janeiro, localizado no bairro de Botafogo. É a irmã mais velha do também velejador e atleta olímpico Kiko Pellicano.  Também é irmã de Renata Pellicano, casada com o velejador Lars Grael.

### Carreira
Iniciou sua trajetória representando o Brasil, nos Jogos Olímpicos de Verão, na edição de 1988, realizados em Seul, na Coreia do Sul. Disputou na classe 470, fazendo dupla com a velejadora Cinthia Knoth. A dupla brasileira terminou a competição em décimo sexto lugar. Marcia e Cinthia tornaram-se as primeiras mulheres a representarem o Brasil, na categoria 470. Os jogos trouxeram uma novidade, as competições à vela, até então, eram tratadas como mistas, exceto nos equipamentos de apenas um tripulante, exclusivamente masculinos. Mas a partir daquele evento foi implantada a categoria feminina.
No ano de 1992, integrou novamente a delegação brasileira nos Jogos Olímpicos de Verão, realizados em Barcelona, na Espanha. Na ocasião, disputou a categoria Europe, realizada de maneira individual. Na prova, a brasileira terminou em décimo quarto lugar.
Disputou os Jogos Pan-Americanos de 1995, realizado no Mar del Plata, da Argentina. Na categoria Europe, garantiu a medalha de ouro para o Brasil, superando a estadunidense Kimberly Logan e a bermudense Paula Lewin.
Em 1996, defendeu o Brasil pela terceira vez em Jogos Olímpicos. Na edição realizada em Atlanta, nos Estados Unidos. Márcia disputou novamente a categoria Europe. Márcia ficou em décimo sexto lugar na categoria.

## Vida pessoal
É casada com o canadense Ross MacDonald, campeão mundial de Star de 1994, realizada em San Diego, nos Estados Unidos, e medalhista de prata Jogos Olímpicos de Verão de 2004 em Atenas e de bronze nos jogos de 1992 em Barcelona. Atualmente reside em Vancouver, no Canadá. 

## Participação em Olimpíadas
- Jogos Olímpicos de Seul (1988): 16º lugar - classe 470;[9]
- Jogos Olímpicos de Barcelona (1992): 14º lugar - classe Europe;[13]
- Jogos Olímpicos de Atlanta (1996): 16º lugar - classe Europe.[17]